# 四川冕宁特大暴雨
6·26冕宁暴雨自然灾害是指2020年6月26日发生在四川省凉山彝族自治州冕宁县北部地区的暴雨导致的自然灾害。这场暴雨不仅使冕宁县的彝海镇、高阳街道及灵山景区局部地区受灾严重，而且导致了严重的人员伤亡。

## 背景
2020年6月，中国南方长江流域多日连降暴雨，造成洪灾。冕宁县处在长江雨带，6月26日傍晚开始下暴雨，27日凌晨转至特大暴雨。

## 伤亡
截止到7月2日，仅彝海镇就有14人遇难、3人失联。大马乌村一家五口人在此次暴雨导致的山洪中丧生，另一家八口只有三人生还。
暴雨还导致高阳街道辖区内冕宁高速路口下方国道248线崩塌，2辆车辆坠河，10名乘载人员中5人获救、2人遇难、3人失联。
截至7月3日17时，此次特大暴雨灾害已造成19人遇难、3人失联。